# صداهای دوردست، زندگی‌های بی‌جان
صداهای دوردست، زندگی‌های بی‌جان (انگلیسی: Distant Voices, Still Lives) یک فیلم به کارگردانی ترنس دیویس است که در سال ۱۹۸۸ منتشر شد. از بازیگران آن می‌توان به پیت پاستویت و فردا داوی اشاره کرد. این فیلم، زندگی خانواده‌ای از طبقه کارگر در دهه‌های ۱۹۴۰ و ۱۹۵۰ در لیورپول به تصویر می‌کشد و توجه خاصی به مضامینی همچون نقش موسیقی مردمی، سینمای هالیوود، نور و سرگرمی بر این جامعه کوچک دارد. فیلم از دو بخش صداهای دوردست و زندگی‌های بی‌جان تشکیل شده‌است.
این فیلم در سال ۱۹۹۹ در رتبه هشتاد و دوم فهرست ۱۰۰ فیلم برتر بریتانیایی بنیاد فیلم بریتانیا قرار گرفت. در سال ۲۰۰۷، روزنامهٔ گاردین آن را «شاهکار سینمایی فراموش‌شده بریتانیا» نامید و در سال ۲۰۱۱، در نظرسنجی مجله تایم‌اوت برای انتخاب بهترین فیلم‌های بریتانیایی در تمام دوران‌ها، رتبه سوم را به دست آورد که نشانه‌ای از تأثیر عمیق این فیلم بر بریتانیاست.